# Hinton (Canada)
Hinton is een plaats (town) in de Canadese provincie Alberta en telt 9738 inwoners (2006).

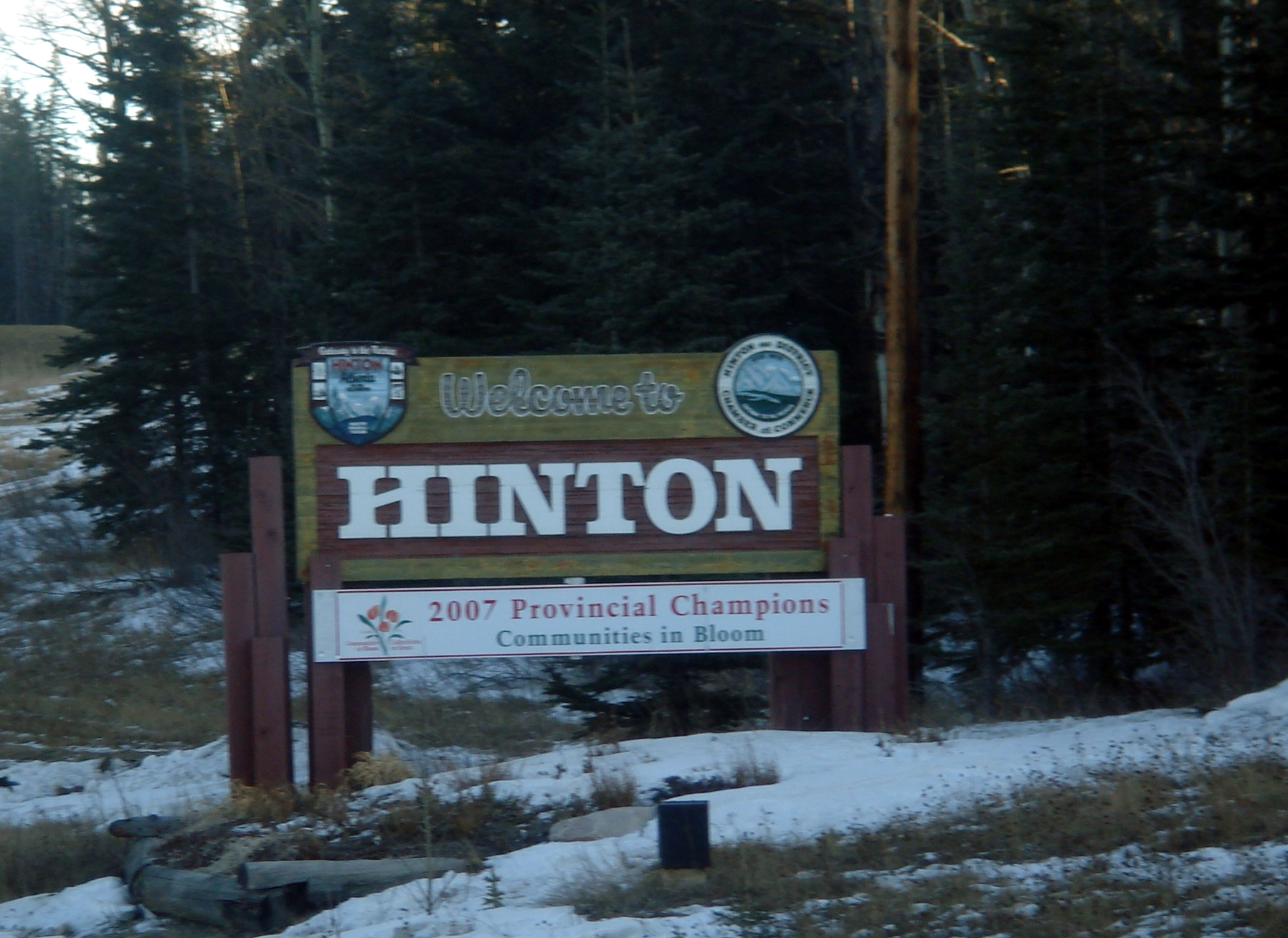
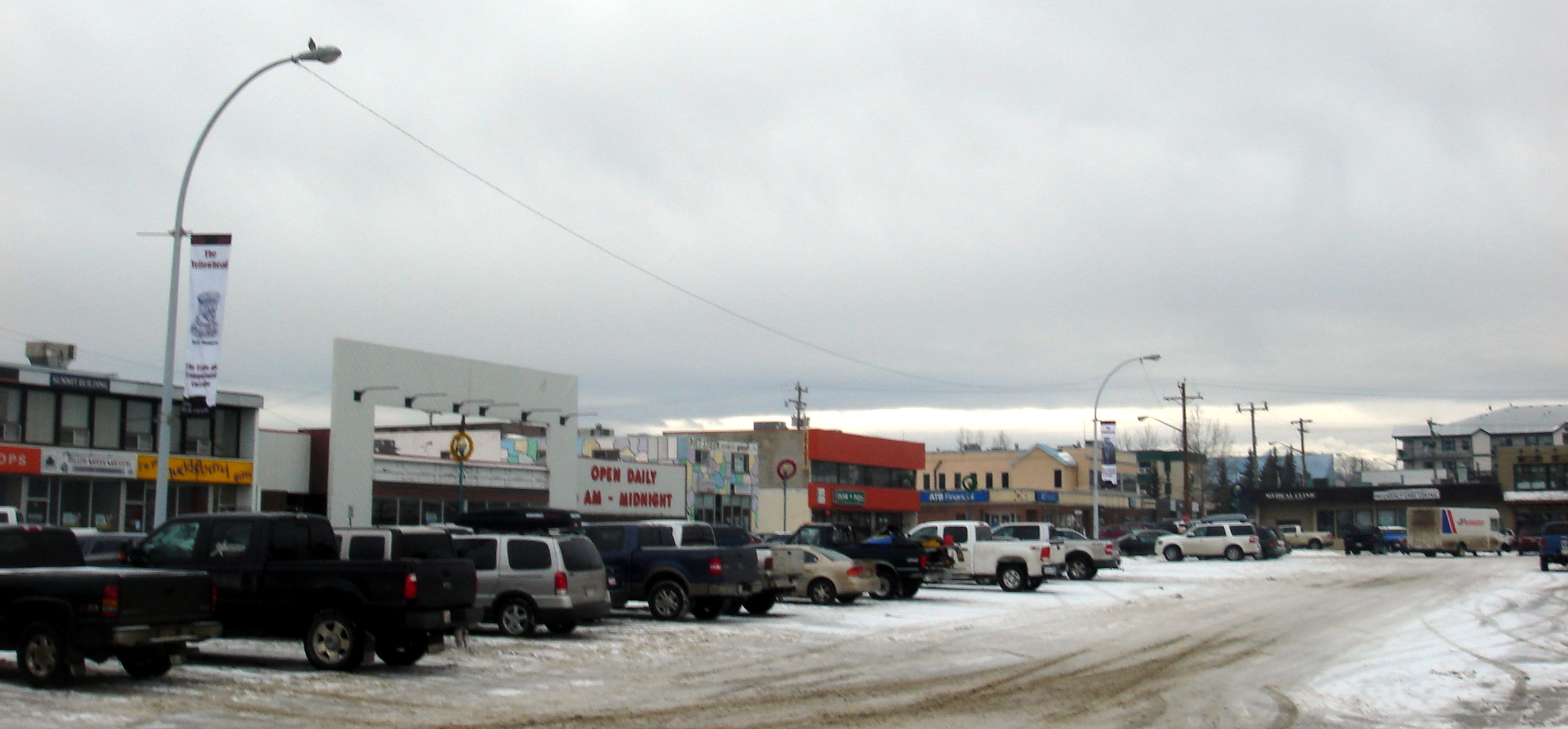
Centrum van Hinton
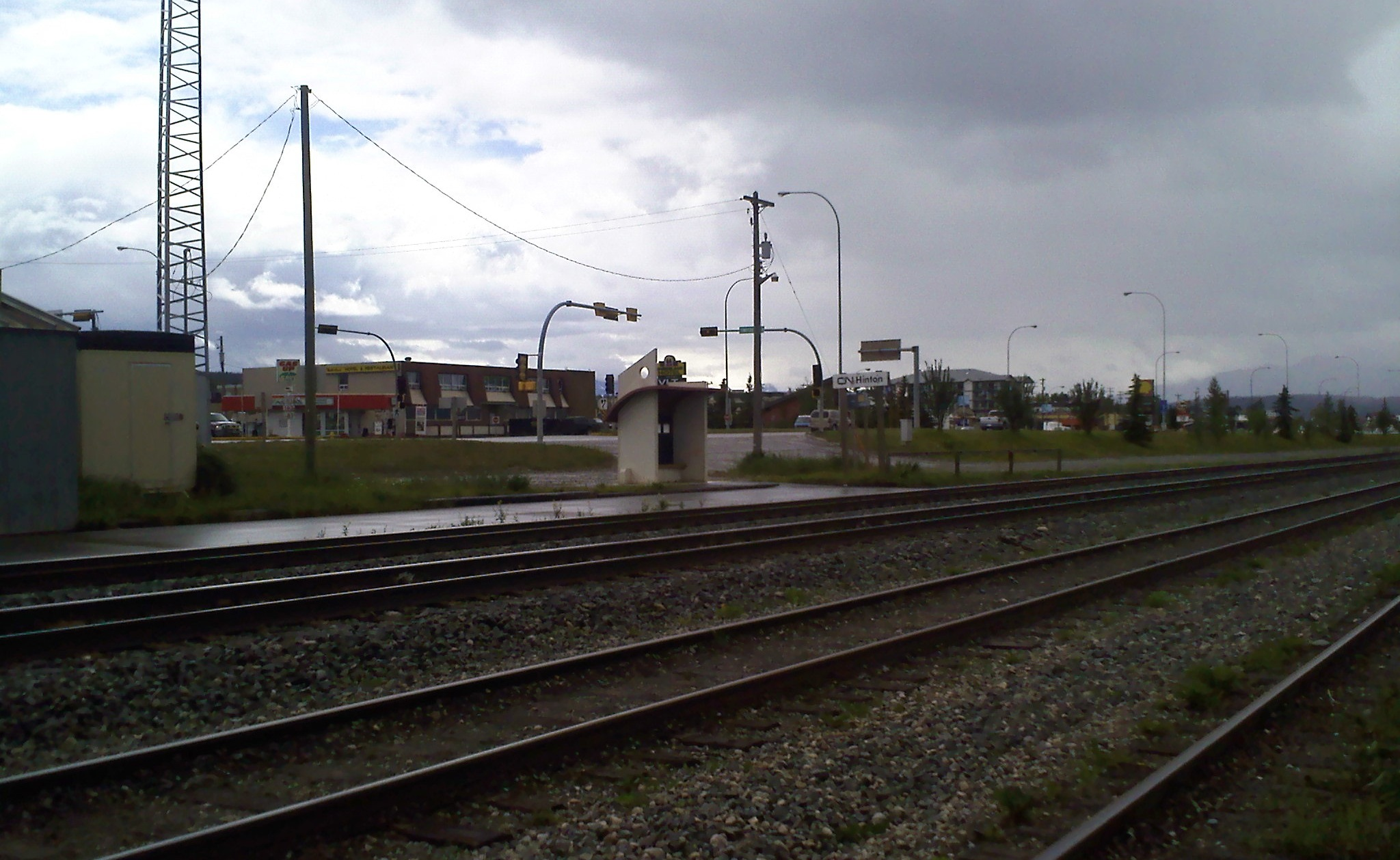
Weg nr. 10